# Maechidius puncticollis
Maechidius puncticollis är en skalbaggsart som beskrevs av Lea 1924. Maechidius puncticollis ingår i släktet Maechidius och familjen Melolonthidae. Inga underarter finns listade i Catalogue of Life.